# 浜野麻衣子
浜野麻衣子（はまの まいこ、12月7日 - ）は、日本の東京都目黒区出身のシンガーソングライター、エッセイスト、フォトグラファーである。主にオートバイ、食、旅行に関連した媒体で活動している。音楽活動時は「my(まい)」という芸名で活動している。

## 人物
2006年、オートバイ雑誌にデビューし、当初は読者モデルとしての出演だったが、後に執筆や撮影なども行うようになった。ペンネームとして、本名以外にも「my」、「MY」、「mai」など多用している。
2007年、2008年には、アメリカ大陸をハーレーダビッドソン・スポーツスターと共に放浪していた。
2010年からは、プラネタリウムで行うライブイベント『星空らいぶ～Once in a BLUEMOON～』の企画、運営、出演をしている。

## 著書
- 『首都圏産直ガイド』 東京地図出版、2010年5月1日、ISBN 978-4808585402

## 主な執筆・出演雑誌
- 『ジパングツーリング』　ぶんか社
- 『モーターサイクリスト』　八重洲出版
- 『MOTO NAVI』　二玄社
- 『L+bike』　クレタパブリッシング
- 『U.S.FrontLine』　U.S. FrontLine News, Inc.
- 『FREERIDE　magazine』　RIDE publication
- 『自転車人』　山と渓谷社
- 『ツーリングGO!GO!』　三栄書房
- 『Harley Life』　ぶんか社